# Helden (Comic)
Helden ist der Titel des ersten komplett in Deutschland produzierten Action-Comics. Im Januar 1997 wurde die erste Ausgabe von Helden über die Ideenschmiede Paul & Paul veröffentlicht, für die Story und Zeichnungen ist Ralf Paul verantwortlich. Mit Band 6, einer Doppelausgabe, wurde die Serie abgeschlossen. In dem IPP-Comic Dorn wird die Story von Helden in Form eines Rollenspiels der Charaktere weitergeführt.

## Handlung
Das Gosische Imperium befindet sich im Krieg um das Tal Burgol. Als letzte Reserve schickt der König seine Sklaven, welche als Gladiatoren dienen mussten. Benwick ist einer von ihnen, auf seiner Reise nach Burgol trifft er nach und nach auf die anderen Helden, welche sich ihm, aus den verschiedensten Gründen, anschließen.

## Charaktere
Benwick ist der geborene Krieger. Er kämpf als Söldner für das Gosische Imperium, da der König seine Mutter als Geisel hält.
Rohán ein Elf aus den Wäldern Algas, er folgt einer geheimnisvollen Flaschenpost.
Sean McDuff ein algischer Ordenskrieger vom Clan der McDuffs.
Raschid musste aus seiner Heimat Ish fliehen, konnte aber die Meuchelmörder, welche es auf seinem Kopf abgesehen haben, nicht abhängen.
Iliaka ist eine Assassine die hinter Raschid her ist.
Stragen ist ein Dieb der den Helden begegnet als seine Heimatstadt von Untoten bedroht wird.
Tanis ebenfalls ein Elf wie Rohán, den die Zerstörung seines Druiden-Zirkels in die Schlacht treibt.

## Veröffentlichung
Von 1997 bis 2000 erschienen sechs Bände in Deutschland. Außerdem erschien im Januar 2001 noch ein Sammelband, welcher alle sechs Hefte enthält.
Im Juli 2001 erschien die erste Ausgabe in den USA, in einem Joint Venture von IPP und /mg/publishing/ mit dem Namen Caption Comics. In monatlicher Erscheinungsweise wurden dann die 5 weiteren Ausgaben veröffentlicht.